# 緬澤林斯克
55°43′N 53°03′E / 55.717°N 53.050°E
緬澤林斯克（俄语：Мензелинск）是俄羅斯韃靼斯坦共和國東部的一個城市，為緬澤林斯克區的行政中心，距首府喀山292公里。2002年人口16,730人。
1781年設市。